# Burgerkill
Burgerkill ist eine indonesische Metalband, die sich den Spielarten Death- und Thrash Metal verschrieben hat. Der Name der Gruppe ist eine ironische Anspielung auf die Imbisskette Burger King.

## Geschichte
Bandgründer und einziges konstantes Mitglied seit 1995 ist Gitarrist Ebenz (bürgerlich: Aris Tanto), der Mitte der 1990er Jahre aus Jakarta nach Bandung zog, um dort sein Studium fortsetzen. Dort traf er die Musiker Ivan Scumbag (Sänger), Kimung (Bassist) und Dadan (Schlagzeuger), mit denen er im Mai 1995 Burgerkill gründete. Im Folgejahr erschien das erste musikalische Lebenszeichen, ein auf Kompaktkassette veröffentlichtes Demo mit den drei Stücken Revolt!, My Self und Offered Sucks.
Noch vor der Veröffentlichung des Debütalbums Dua Sisi im Jahr 2000 über Riotic Records erschien über ein Label aus Malaysia die Split-Veröffentlichung 3 Way Split, an der sich Infireal aus Malaysia und Watch It Fall aus Frankreich beteiligten.
2003 wurde über das Major-Label Sony Music Entertainment (SME) das Nachfolgewerk Berkarat veröffentlicht, auf dem die Band ausschließlich in ihrer Muttersprache singt. Nach drei Jahren Pause, in denen die Band u. a. ihr Label SME verließ, kam Beyond Coma and Despair über die Plattenfirma Revolt Records auf den Markt. Das Label veröffentlichte 2015 auch das Studioalbum Venomous.
In Indonesien war die Band über die Zeit u. a. als Support für The Black Dahlia Murder, Helloween, As I Lay Dying und Himsa aktiv, 2009 war sie im westlichen Teil Australiens Headliner auf der The Invasion of Noise-Tour, bei der sie Unterstützung von lokalen Vorgruppen erhielten. Zudem war sie in Australien auf dem Soundwave Festival 2009 dabei, bei u. a. DevilDriver, In Flames und Lamb of God auftraten.
Im Jahr 2015 wurde die Band für die europäischen Festivals Wacken Open Air (Deutschland), Bloodstock Open Air (England) und dem Obscene Extreme (Tschechien) gebucht. Die Konzertreise wurde als Dokumentarfilm unter dem Titel Bandung Blasting Euro Tour 2015 im November 2017 auf DVD veröffentlicht. In Wacken trat die Band als erster Vertreter Indonesiens auf und traf sich im Anschluss in Hamburg mit der Indonesischen Generalkonsulin Sylvia Arifin.

## Stil
Die Band spielt eine Mischung aus Thrash Metal, der an die frühe Phase von Sepultura erinnert, Death Metal, der Morbid Angel ähnelt, sowie kommerziellem Metalcore und streut auch Elemente elektronischer Musik ein.

## Rezeption
Auf Spirit-of-Metal.com erhielt das 2011er-Werk Venomous 16 von 20 Punkten. Das vierte Album in 15 Jahren würde das Rad nicht neu erfinden und es sei auch nicht das originellste Album des Jahres, so das Loud Mag aus Australien – aber gleichzeitig komme alles perfekt auf den Punkt. Unter dem Strich sei das Album ein echtes Überraschungspaket und eine exzellente Veröffentlichung. Ähnlich sieht es der Rezensent von The Metal Forge (ebenfalls aus Australien): Auf den ersten Eindruck wirke Venomous wie primitiver Thrash Metal, aber dieser Eindruck täusche. Schnell werde offensichtlich, dass die Band melodisch und dynamisch sei und auch einen progressiven Herzschlag habe.

## Erfolge
Beim Indonesian Music Award 2004 erhielt die Band für ihr Zweitwerk Berkarat die Auszeichnung als „Best Metal Production“.
Im Jahr 2006 steuerten Burgerkill mit Shadow Of Sorrow und Angkuh von ihrem damals aktuellen Album Beyond Coma and Despair zwei Stücke zum Soundtrack des Horrorfilms Hantu Jeruk Purut („Geist von Jeruk Purut“) bei. Ein Jahr später folgte mit Laknat und Darah Hitam Kebencian (ebenfalls zwei Stücke vom 2006er-Album Shadow Of Sorrow) erneut eine Beteiligung an einem Soundtrack, dieses Mal für den Horrorfilm Malam Jumat Kliwon („Freitag Nacht in Kliwon“). Im Veröffentlichungsjahr wurde Shadow Of Sorrow von der indonesischen Ausgabe des Musikmagazins Rolling Stone zu den besten 20 Alben des Jahres gezählt und ein Jahr später auf Platz 113 der „150 größten indonesischen Alben aller Zeiten“ platziert.
Das bislang letzte Studioalbum Venomous wurde von Rolling Stone Indonesia auf Rang der besten Albumveröffentlichungen 2011 gelistet.
Im Jahr 2013 wurde Burgerkill von der britischen Ausgabe des Metal Hammer mit dem Golden Gods Award in der Kategorie „Metal as F*ck“ geehrt.

## Diskografie

### Studioalben
- 2000: Dua Sisi (Riotic Record)
- 2003: Berkarat (Sony Music Entertainment)
- 2006: Beyond Coma and Despair (Revolt Records, Xenophobic Records)
- 2011: Venomous (Revolt Records)
- 2018: Adamantine (BKHC Records, Demajors)

### Kompilationen (Auswahl)
- 2006: Hantu Jeruk Purut OST (Tracks Shadow of Sorrow und Angkuh)
- 2007: Malam Jumat Kliwon OST (Tracks Laknat und Darah Hitam Kebencian)
- 2013: Metal Hammer 244 – Slave New World
- 2016: Live at Wacken 2015 (CD/DVD, Track Under The Scars)

### Sonstige Veröffentlichungen (Auswahl)
- 1996: Demo
- 1999: 3 Way Split (Split mit Infireal, Malaysia, und Watch It Fall, Frankreich)
- 2003: Terlilit Asa (Musikvideo)
- 2004: Dua Sisi Repacked (Re-Release, Sony Music Entertainment)
- 2011: Only the Strong (Musikvideo)
- 2012: We Will Bleed (DVD, Chronic Rock Studio)
- 2017: Burgerkill – Blasting Europe (DVD)
- 2020: Killchestra EP